# Parroquia de Saint Paul (Dominica)
Saint Paul es una de las diez parroquias administrativas de Dominica. 
Comparte límites con Saint Joseph al norte, Saint David al este y Saint George al sur. Tiene un área de 67,4 km² y una población, según las estimaciones de 2010, de 9,210 habitantes. Su capital es Pont Cassé.
Las localidades más grandes son Canefield (donde está ubicado el segundo aeropuerto más grande de la isla) y Mahaut. Otra aldea en la parroquia, Massacre, lleva este nombre debido a la masacre histórica de los nativos de Dominica por parte de los colonos europeos. Cochrane, Springfield Estate y Pont Cassé se encuentran en el interior.
La parroquia también es sede de una fábrica en Belfast Estate, donde opera Dominica Coconut Products propiedad de la multinacional Colgate-Palmolive.